# All Through the Night
Ne doit pas être confondu avec la chanson folk traduite du gallois Ar Hyd y Nos.
Singles de Cyndi Lauper
She Bop
(1984) Money Changes Everything (en)
(1984)
Pistes de She's So Unusual
She Bop Witness
All Through the Night est une chanson écrite et originellement enregistrée en 1983 par le chanteur et compositeur américain Jules Shear, principalement connue pour sa version interprétée par la chanteuse américaine Cyndi Lauper et sortie en single le 3 septembre 1984. Le titre interprété par Lauper est enregistré en 1983 et constitue le 4e single issu du premier album de l'artiste She's So Unusual. Shear écrit pour son album Watch Dog la chanson dans un style folk. Après que The Cars ont enregistré leur propre version, qui n'apparaitra sur aucun de leurs albums, Lauper décide de reprendre le titre de Shear. Bien qu'elle ait prévu initialement de réaliser une reprise similaire à la version de Shear, elle en fait finalement une ballade pop.
All Through the Night est le seul single de Lauper sorti dans le monde entier qui ne soit pas accompagnée d'un vidéoclip. Il atteint la 5e place dans le Billboard Hot 100, devenant le quatrième top 5 de Lauper aux États-Unis. La chanson reçoit principalement de bonnes critiques. Une version acoustique est interprétée par Lauper dans son album The Body Acoustic, sorti en 2005. Dans cette version, le chanteur de reggae Shaggy assure les chœurs.

## Écriture et développement
La chanson est écrite par l'auteur-compositeur et chanteur américain Jules Shear alors qu'il est en Angleterre pour accompagner sa femme, la chanteuse américaine Pal Shazar, en tournée avec son groupe Slow Children pour quelques concerts. Lorsque les Slow Children répètent la matinée, Shear compose de son côté des chansons à l'aide d'un magnétophone et d'une guitare dans la maison louée par le groupe. Ce dernier avoue avoir écrit ses chansons rapidement afin de pouvoir passer du temps à Londres. All Through the Night est par la suite incluse dans son premier album, Watch Dog, sorti en 1983.
| Vidéos externes |                                                                                            |
|                 | Version originale de Jules Shear sur la chaîne YouTube de l'artiste.                       |
|                 | Extrait de la session d'enregistrement de Cyndi Lauper sur la chaîne YouTube de l'artiste. |

Avant que Lauper ne reprenne la chanson, le groupe The Cars produit une première version qui ne sort pas en single. All though the Night est la première chanson réellement proposée à Lauper par son producteur Rick Chertoff. Selon la chanteuse, le titre sonne comme une chanson des Beatles, mais avec des paroles différentes et trouve ce dernier « génial ». La version de Shear est une chanson folk à l'origine, mais Lauper la transforme en ballade pop pour son album, en accentuant fortement le synthétiseur,. Lauper voulait, selon elle, que la chanson soit comme la version de Shear, avec un son un peu plus acoustique. Toutefois, elle change d'avis et décide de chanter le titre comme elle le sent. Des difficultés sont rencontrées durant l'enregistrement, en effet, un problème sur la bande magnétique provoque un bruit sourd, ce qui pousse la chanteuse à réessayer de chanter le premier vers, comme le titre de la chanson l'indique, toute la nuit. Contrairement aux autres singles de son album, celui-ci n'est pas accompagné d'un vidéoclip.
Sur la reprise de Lauper, Shear évoquera plus tard dans une interview : « c'est comme un gros bonus. Cyndi Lauper fait une chanson (All Through the Night) venant d'un de mes albums solo. Je me disais juste : « Personne ne va vraiment écouter cela ». Et puis elle le fait, et cela devient un top 5 ». « Je suis juste ravi que les gens connaissent ce genre de chansons, vraiment. Je pense qu'elles sont vraiment bonnes. Le seul problème, c'est que les gens ne savent pas que c'est moi qui les ai écrites. Je les joue et ils pensent : « Mon Dieu, il joue cette chanson de Cyndi Lauper » ».

## Structure musicale et paroles
Lauper chante All Through the Night dans la tonalité de La bémol majeur. La chanson se situe dans une signature rythmique commune 4/4 et a un tempo de 120 pulsations par minute. La gamme vocale de Lauper s'étend sur une octave et demie entre les notes Sol3 et Do5. Le refrain est involontairement modifié par Lauper par rapport à la version originale : elle confond l'harmonique vocale supérieure et la voix principale, et chante une octave au-dessus de la version de Shear. Du côté des paroles, All Through the Night aborde le concept de jouer sur la corde sensible de l'amour, tout comme le single précédent de Lauper : Time After Time.

## Accueil

### Critiques de la presse

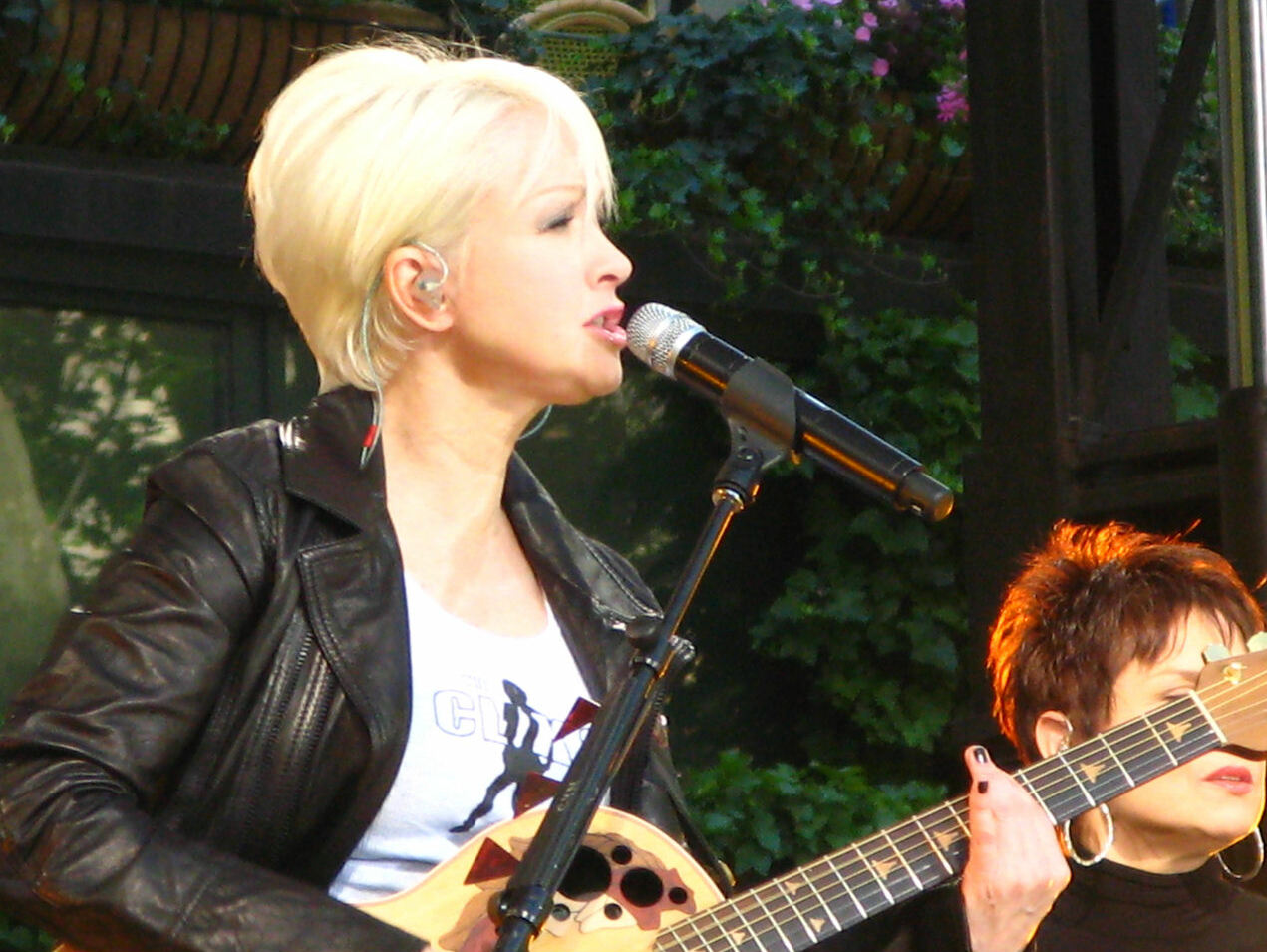
Lauper interprétant la chanson au Summer Concert à Londres.

La réception de la chanson est généralement positive. Don McLeese de Chicago Sun-Times dit que la chanson est celle qui « a montre son impressionnante tessiture sous son meilleur angle ». The Philadelphia Inquirer dit qu'elle a une « voix puissante » dans la chanson. Cependant, un autre critique de The Philadelphia Inquirer dit que la chanson « est une version pas terrible de la chanson terrible de Jules Shear ». Richard Harrington de The Washington Post pense qu'il s'agit de sa chanson la plus réfléchie. Kevin East de Sensible Sound dit que la chanson est « un air puissant et mélancolique ». Leslie Gray Streeter de The Palm Beach Pot dit que la chanson est « adorable » et « délicate ». Même Shear lui-même est fan de la version de Lauper et commente : « Le truc de Cyndi Lauper où elle fait All Through the Night, c'est génial, parce qu'elle l'a fait si différemment de moi. J'ai aussi aimé ça. » Toutefois, le St. Petersburg Times n'aime pas la chanson, disant qu'elle était une « chanson enduite de banalité » pour l'album.
Stephen Thomas Erlewine d'AllMusic dit d'All Through the Night qu'elle fait partie de ce qu'il appelle le meilleur côté de l'album. Il ajoute également que ce côté est « si fort qu'elle rend les pistes restantes – toutes agréables, mais plutôt prosaïques – charmantes par leurs associations avec des chansons si brillamment vivantes », et aussi que c'était « étonnant de cohérence ». Kurt Loder de Rolling Stone dit que Lauper « fait une interprétation presque de bon goût » de la chanson. Sal Cinquemani de Slant Magazine pense que la chanson émerge comme l'un des « plus grands chefs-d'œuvre pop des années 1980 ».
La chanson est plus tard ré-enregistrée par Lauper, pour son album The Body Acoustic, dans lequel elle enregistre des versions acoustiques de ses chansons favorites. Cette version inclut des chœurs chantés par le chanteur de reggae Shaggy. Charles Andrews d'Audio/Video Revolution dit que : « cette guitare acoustique jouant doucement All Through the Night et puis - whoa ! - qui fait ce toasting ? C'est Shaggy, qui va et vient avec ses propres rafales lyriques, balancées de façon si inspirée que ça retourne complètement la ballade romantique ». La chanson est aussi l'une de ses plus populaires dans ses concerts.

### Performance commerciale
All Through the Night sort aux États-Unis en septembre 1984. Elle débute dans le Billboard Hot 100 à la 49e place, et atteint la cinquième position au bout de dix semaines, devenant le quatrième top 5 consécutif de Lauper aux États-Unis, ce qui fait de la chanteuse la première artiste féminine à avoir 4 singles issus d'un même album à rentrer dans le top 5 du classement et aussi la première artiste féminine à placer 4 singles d'un premier album dans le top 10 de ce dernier,. La chanson a du succès dans d'autres classements : elle reste quatrième rang du Adult Contemporary pendant trois semaines et atteint la 38e position du Mainstream Rock Chart. Au Canada, le single entre dans le classement RPM à la 89e place le 20 octobre 1984, puis monte jusqu'à la septième place le 15 décembre 1984 et passera au total 17 semaines dans le classement. Le single termine 75e à la fin de l'année et est certifié disque d'or par la Canadian Recording Industry Association (CRIA) en janvier 1985.
Au Royaume-Uni, la chanson ne rencontre pas le même succès que ses singles précédents. Elle démarre à la 82e position d'UK Singles Chart en novembre 1984, puis atteint le 64e rang, restant ainsi dans le classement pendant six semaines. Le single réalise aussi une bonne performance à travers l'Europe, atteignant la seizième place en Suisse et la 35e en Allemagne. Elle a plus de succès en Autriche où elle arrive en cinquième position, devenant le quatrième top 5 de Lauper. Elle se classe un peu mieux en Océanie où elle arrive au 17e rang en Australie et au 19e en Nouvelle-Zélande.

## Reprises et usages médiatiques
Quelques artistes se réapproprient All Through the Night. Marie Fredriksson, la chanteuse principale du groupe Roxette, enregistre une version en suédois pour son premier album solo en 1984 sous le titre Natt efter natt. La chanteuse grecque Nana Mouskouri réalise plusieurs reprises de la chanson dans différentes langues : en allemand avec Träume der Nacht, en anglais et en français avec Toute la nuit,. En 2005, Tori Amos inclut une reprise du titre parmi les 108 pistes de l'album The Original Bootlegs.
Dans la première saison (2003-2004) de la série américaine Cold Case, la chanson est utilisée lors de l'épisode 20 Cupidité (Greed).
En 2017, la chanson est reprise dans le premier épisode de la série télévisée Riverdale par les actrices Ashleigh Murray, Asha Bromfield et Hayley Law.

## Versions
| 1. | All Through the Night | 4:29 |
| 2. | Witness               | 3:38 |

| 1. | All Through the Night | - |
| 2. | He's So Unusual       | - |
| 3. | Yeah Yeah             | - |

## Crédits
- Cyndi Lauper - chant
- Jules Shear - auteur
- Rick Chertoff - producteur
- Lennie Petze - producteur exécutif
- Caroline Greyshock - photographie
- Janet Perr - design/artwork

## Classements et certifications
| Classement (1984)               | Meilleure position |
| ------------------------------- | ------------------ |
| Allemagne (Media Control AG)    | 35                 |
| Australie(ARIA)                 | 17                 |
| Autriche (Ö3 Austria Top 40)    | 5                  |
| Canada (RPM Singles Chart)      | 7                  |
| États-Unis (Adult Contemporary) | 4                  |
| États-Unis (Hot 100)            | 5                  |
| États-Unis (Mainstream Rock)    | 38                 |
| Nouvelle-Zélande (RMNZ)         | 19                 |
| Royaume-Uni (UK Singles Chart)  | 64                 |
| Suisse (Schweizer Hitparade)    | 16                 |

| Classement (1984)          | Position |
| -------------------------- | -------- |
| Canada (RPM Singles Chart) | 75       |

### Certifications
| Pays                  | Certification | Ventes   |
| --------------------- | ------------- | -------- |
| Canada (Music Canada) | Or            | + 50 000 |
| États-Unis (RIAA)     | Or            | 500 000  |

## Compléments